# ベビーテック
ベビーテック（英語: Baby Tech）とは、baby（赤ちゃん）とTechnology（技術）を組み合わせた造語。IT（情報技術）、IoTを用いて、妊娠、出産、子育てを助ける製品やWebサービスの総称。ベビテックと呼ぶこともある。
アメリカ合衆国で開催されているコンシューマー・エレクトロニクス・ショー(CES)では2016年より、BabyTech Awardが開催されており、そこから（2016年から）ベビーテックという言葉が使われるようになった。
BabyTech Awardの5分野と代表的な例（BabyTech Award 2018優勝製品概要）
Baby Eats（赤ちゃんの食事）
スマートフォンアプリと哺乳瓶が連動し、赤ちゃんが飲んだミルクの量、時間、温度などをリアルタイムに記録する。
Baby Learn & Play（赤ちゃんの発育）
スマートフォンアプリ連動型デバイスで、親が子どもに話しかけた言葉の数、ポジティブな言葉、ネガティブな言葉などを記録し、評価することで、子どもに必要な活動や商品をリコメンドする。
Baby Safety（赤ちゃんの安全）
スマートフォンアプリ連動型のチャイルドシート。「車が動き出した」「子どもが座っていない」「チャイルドシート付近の温度が暑すぎる/寒すぎる」といった際のアラートを出す。
Healthy Baby（赤ちゃんの健康管理）
乳児用ウェアラブル体温計。体温を連続で測定し、スマートフォンに送信する。
Fertility & Pregnancy Help（妊活補助）
スマートフォンと専用デバイスで排卵検査キットの色の変化を測定し、排卵日を特定することで妊活の補助を行う。
アメリカ合衆国やヨーロッパではスタートアップとしてベビーテックを取り扱うベンチャー企業も多い。
日本では、乳幼児向けの製品の認可が厳しいこともあるが、「育児は女性の仕事」という固定観念が根強く、機械やコンピュータに育児を任せることの抵抗感があるため、ベビーテックの普及はアメリカやヨーロッパに比べると、ベビーテックの普及は遅れている。
しかしながら、祖父母が子育てを助けてくれる時代でもなく、男女雇用機会均等法の施行などから共働きの家庭が増えており、併せて保育所では保育士への負担増も指摘されているため、こういった問題解決にもベビーテックが役立つのではないかと期待されている。